# Гейлер, Григорий Моисеевич
Григорий Моисеевич Гейлер (2 декабря 1894 — 1969) — советский шахматист и шахматный журналист, один из организаторов шахматного движения в Москве.
Чемпион Женевы (1915—1916) и 1-й Среднеазиатской олимпиады (1920). Участник нескольких первенств Москвы: 1924 г. (4 из 16, 16 место), 1924/1925 гг. (4½ из 17, +4 −12 =1, 15 место), 1926 г. (6 из 17, 14 место), 1927 г. (8 из 15, 7—9 место), 1928 г. (5½ из 17, +4 −10 =3, 15—16 место). В течение многих лет редактор шахматного отдела газеты «Труд»; один из составителей «Шахматного словаря» (1964).